# East African Herbarium
Het East African Herbarium is een herbarium in Nairobi (Kenia). Het maakt deel uit van de National Museums of Kenya. Het herbarium is opgericht in 1902 en omvat de grootste botanische collectie in tropisch Afrika met meer dan 700.000 plantenspecimens en begeleidende notities. Deze collectie bestaat hoofdzakelijk uit vaatplanten, maar ook uit enkele mossen, algen en schimmels. Botanici als Bernard Verdcourt hebben bijgedragen aan de collectie. 
Het onderzoek richt zich met name op taxonomie, biogeografie, toepassingen (zoals eetbare planten) en bescherming van planten uit Oost-Afrika. Het herbarium heeft de beschikking over een uitgebreide bibliotheek. Op verzoek van lokale en internationale onderzoekers verricht het herbarium determinatie van planten. Ook organiseert het herbarium cursussen in plantenbescherming en herbariumtechnieken. 
In 1992 werd het Plant Conservation and Propagation Unit opgericht voor het voortbestaan en het kweken van bedreigde en endemische planten. Deze afdeling houdt zich bezig met het bewaren van zaden in een zaadbank, weefselkweek en het kweken van planten in broeikassen. 